# Llegaron de noche
Llegaron de noche (van arribar a la nit) és una pel·lícula espanyola-colombiana dirigida per Imanol Uribe amb els actors Juana Acosta, Juan Carlos Martínez, Carmelo Gómez i Karra Elejalde. És un drama sobre els assassinats de jesuïtes a El Salvador del 1989 per part de l'exèrcit de El Salvador.

## Trama
La trama segueix les passes de Lucía Barrera de Cerna, del personal de neteja de la Universitat Centroamericana i que va ser testimoni de la massacre dels assassinats de jesuïtes a El Salvador el 1989 per part de l'exèrcit de El Salvador. Barrera de Cerna va defensar la veritat i es va negar a amagar la responsabilitat dels militars amb la falsa atribució del crim a la guerrilla del FMLN, tal com va fer el govern de El Salvador en plena Guerra Civil.

## Producció
La pel·lícula es coneixia originàriament amb el nom de La mirada de Lucía a principis de l'etapa de producció. El guió va ser escrit per Daniel Cebrián. La pel·lícula va ser produïda per Bowfinger International Pictures, Tornasol Media i Nunca digas nunca AIE juntament amb 64A Films, i va comptar amb la participació de RTVE i Movistar+ i el suport de l'ICAA, el programa Ibermedia i l'ICO. El rodatge va començar el novembre de 2020 a Navarra. Més tard es va traslladar a Colòmbia, on van rodar al Valle del Cauca, entre Cali i Buga.

## Estrena
La pel·lícula es projectarà el març de 2022 al Festival de Cinema de Màlaga, en el marc de la competició principal del festival. Distribuït per Karma Films, la data d'estrena a Espanya el 25 de març de 2022.

## Actors

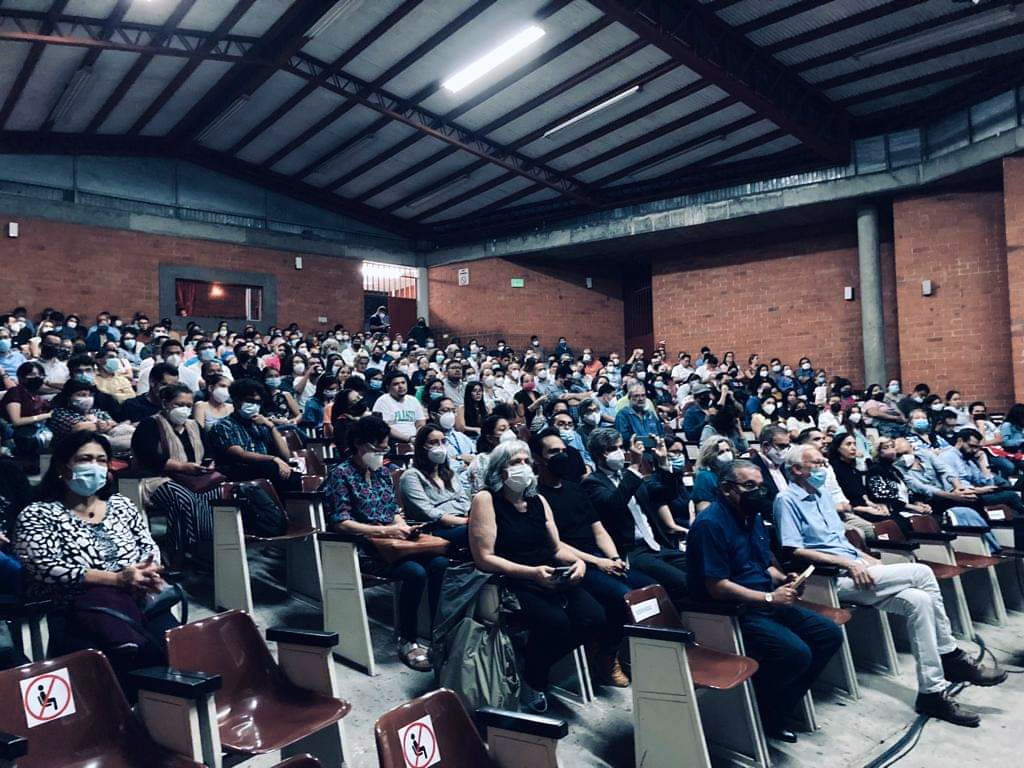
Presentació el maig de 2022, a la Universitat Centroamericana José Simeón Cañas del Salvador.

- Presentació el maig de 2022, a la Universitat Centroamericana José Simeón Cañas del Salvador.Juana Acosta com a Lucía Barrera de Cerna[7]
- Juan Carlos Martínez[7]
- Carmelo Gómez com a José María Tojeira[7]
- Karra Elejalde com a Ignacio Ellacuría[7]
- Ben Temple[3]
- Angel Bonanni[8]
- Manu Fullola[8]
- Rodrigo Villagrán[8]
- Cristhian Esquivel[8]
- Gerald B. Fillmore[8]
- Eric Francés[8]
- José Roberto Díaz[8]